# Acalypha comonduana
Acalypha comonduana é uma espécie de flor do gênero Acalypha, pertencente à família Euphorbiaceae.